# Kamienica Jana Fruzińskiego w Warszawie
Kamienica Jana Fruzińskiego – nieistniejąca obecnie kamienica w Warszawie znajdująca się u zbiegu ulic Marszałkowskiej i Wilczej. Została zniszczona w czasie II wojny światowej.

## Historia
Kamienicę wybudowano w latach 80. XIX wieku, prawdopodobnie wg projektu architekta Artura Spitzbarthaa. Początkowo był trzypiętrową kamienicą o eklektycznym wystroju architektonicznym.
W 1913 nastąpiła przebudowa dla Jana Fruzińskiego, według projektu Juliusza Nagórskiego, z dekoracją w stylu Ludwika XV. Na parterze znajdowała się cukiernia z wyrobami firmy cukierniczej Fruzińskiego.